# Valdoir Marques de Souza
Valdoir Marques de Souza ou simplesmente Valdoir, (Pelotas, 03 de junho de 1958 — Sant'Ana do Livramento, 30 de julho de 2016), foi um ex-futebolista brasileiro que atuava como lateral direito.

## Carreira
Iniciou sua carreira futebolística no Grêmio de Porto Alegre. Após saída do tricolor gaúcho, o atleta defendeu Figueirense, Coritiba e Joaçaba. Defendeu também o Brasil de Pelotas onde encerrou sua carreira.

## Títulos
Grêmio
- Campeonato Gaúcho: 1979

Seleção Brasileira
- Campeão Jogos Pan-Americanos: 1979[1]

## Morte
Morreu em 30 de julho de 2016, aos 58 anos, na cidade de Sant'Ana do Livramento em sua residência.